# روپونگی

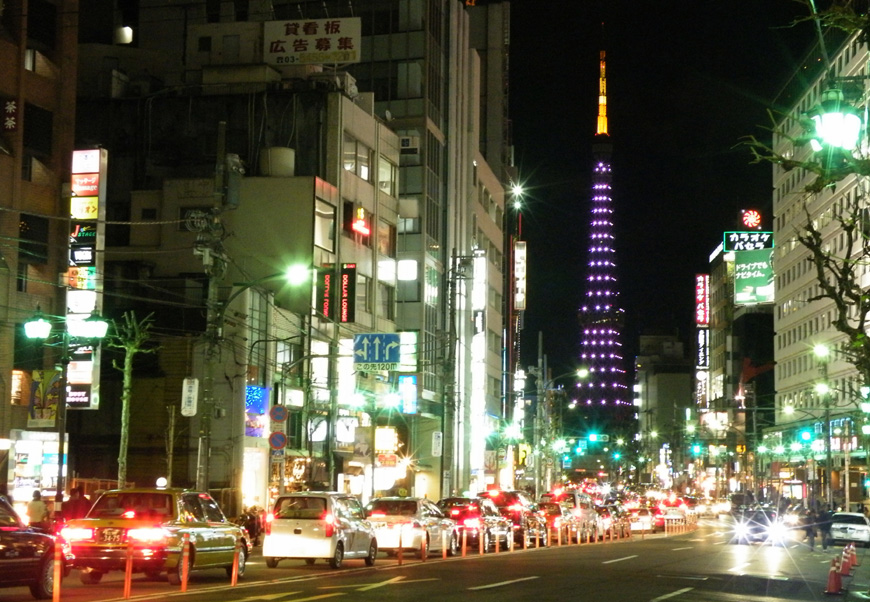
روپونگی در شب

روپونگی (به ژاپنی: 六本木 Roppongi) یکی از محله‌های توکیو پایتخت ژاپن است که در منطقهٔ میناتو واقع شده‌است. در حال حاضر روپونگی به هفت محلهٔ کوچکتر تقسیم شده‌است. روپونگی به داشتن باشگاه‌های شبانه شهرت دارد همچنین بسیاری از سفارت‌خانه‌های خارجی در روپونگی قرار دارند.

## زندگی شبانه
این منطقه دارای تعداد زیادی بار و کلاب شبانه و رستوران و کاباره است. در بین خارجیان توکیو این منطقه در بین دانش آموزان و تاجران و کارکنان خارج از خدمت ارتش آمریکا محبوبیت دارد.

## دسترسی به ایستگاه‌های منطقه
- خطوط متروی توکیو
  - متروی توکیو، خط هیبیا، ایستگاه روپونگی H-04
  - متروی توئی، خط اوادو، ایستگاه روپونگی E-23
  - متروی توکیو، خط نانبوکو، ایستگاه روپونگی ایچومه N-06

## نگارخانه

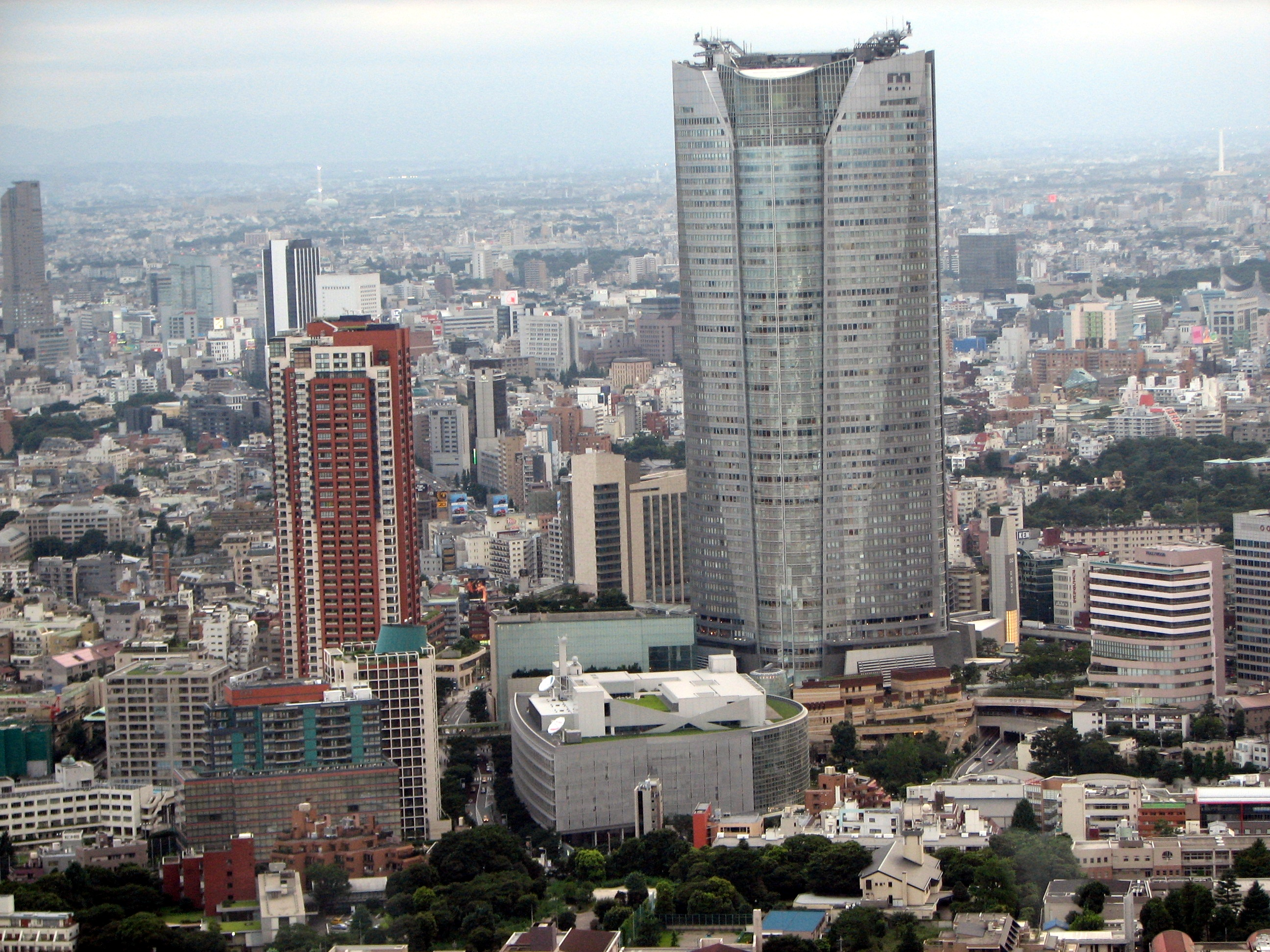
ساختمان روپونگی هیلز
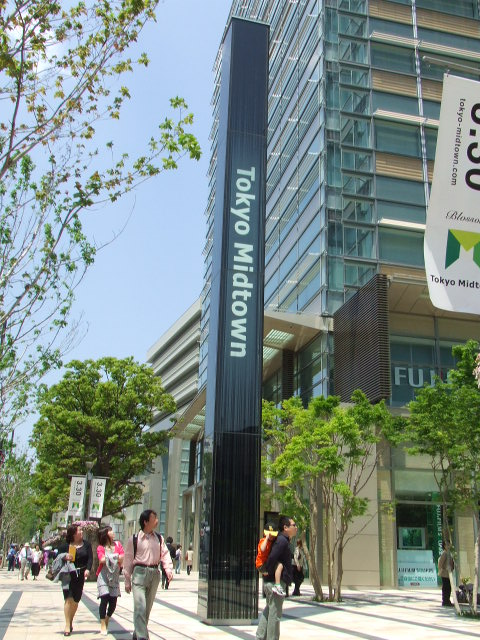
ساختمان توکیو میدتاون در روپونگی